# Tiligul-Tiras Tiraspol
CS Tiligilul-Tiras Tiraspol is een voormalig Moldavische voetbalclub uit Tiraspol, de hoofdstad van Transnistrië en werd in 1938 opgericht. De club onderging al enkele naamsveranderingen in zijn bestaan (zie hieronder). De club was vooral succesvol in de beker van Moldavië toen het tussen 1992 en 1996 5 keer op rij de finale haalde waarvan er 3 gewonnen werden.
Aan het eind van het seizoen 2008/09 trok de club zich terug van betaald voetbal in verband met financiële problemen.

## Naamsveranderingen
- 1938 - Spartak Tiraspol
- 1961 - Pizkevnik Tiraspol
- 1963 - Lukhraful Tiraspol
- 1967 - Dnestr Tiraspol
- 1967 - Energia Tiraspol
- 1978 - Start Tiraspol
- 1979 - Avtomobilist Tiraspol
- 1986 - Tekstilshik Tiraspol
- 1990 - Tiras Tiraspol
- 1991 - Tiligul Tiraspol
- 2004 - Tiligul-Tiras Tiraspol

## Erelijst
- Kampioen SSR Moldavië
  - Winnaar: 1956, 1965, 1978, 1987, 1989
- Beker van Moldavië
  - Winnaar: 1993, 1994, 1995
  - Finalist: 1992, 1996

## Tiligul-Tiras in Europa
Uitslagen vanuit gezichtspunt Tiligul-Tiras Tiraspol
| Seizoen | Competitie    | Ronde | Land                   | Club                 | Totaalscore | 1e W    | 2e W       | PUC |
| ------- | ------------- | ----- | ---------------------- | -------------------- | ----------- | ------- | ---------- | --- |
| 1994/95 | Europacup II  | Q     | Vlag van Cyprus        | Omonia Nicosia       | 1-4         | 0-1 (T) | 1-3 (U)    | 0.0 |
| 1995/96 | Europacup II  | Q     | Vlag van Zwitserland   | FC Sion              | 2-3         | 0-0 (T) | 2-3 (U)    | 1.0 |
| 1996/97 | UEFA Cup      | 1Q    | Vlag van Wit-Rusland   | Dinamo-93 Minsk      | 2-4         | 1-3 (U) | 1-1 (T)    | 1.0 |
| 1997/98 | UEFA Cup      | 1Q    | Vlag van Zwitserland   | Neuchâtel Xamax FCS  | 1-10        | 0-7 (U) | 1-3 (T)    | 0.0 |
| 1998/99 | UEFA Cup      | 1Q    | Vlag van België        | RSC Anderlecht       | 0-6         | 0-1 (T) | 0-5 (U)    | 0.0 |
| 1999    | Intertoto Cup | 1R    | Vlag van Polen         | Polonia Warschau     | 0-4         | 0-4 (U) | 0-0 (T)    | 0.0 |
| 2001    | Intertoto Cup | 1R    | Vlag van Noord-Ierland | Cliftonville FC      | 4-1         | 1-0 (T) | 3-1 nv (U) | 0.0 |
|         |               | 2R    | Vlag van Hongarije     | Lombard FC Tatabánya | 1-5         | 1-1 (T) | , 0-4 (U)  | 0.0 |
| 2005    | Intertoto Cup | 1R    | Vlag van Polen         | Pogon Szczecin       | 2-9         | 0-3 (T) | 2-6 (U)    | 0.0 |

Totaal aantal punten voor UEFA coëfficiënten: 2.0

## Bekende (oud-)spelers
- Serghei Belous
- Vladimir Kosse
- Igor Oprea
- Serghei Pogreban
- Alexandru Spiridon